# Paepalanthus polytrichoides
Paepalanthus polytrichoides är en gräsväxtart som beskrevs av Carl Sigismund Kunth. Paepalanthus polytrichoides ingår i släktet Paepalanthus och familjen Eriocaulaceae. Inga underarter finns listade i Catalogue of Life.